# Medford (condado de Taylor, Wisconsin)
Medford es un pueblo ubicado en el condado de Taylor en el estado estadounidense de Wisconsin. En el Censo de 2010 tenía una población de 2.606 habitantes y una densidad poblacional de 27,02 personas por km².

## Geografía
Medford se encuentra ubicado en las coordenadas 45°10′11″N 90°22′1″O / 45.16972, -90.36694. Según la Oficina del Censo de los Estados Unidos, Medford tiene una superficie total de 96.46 km², de la cual 96.27 km² corresponden a tierra firme y (0.19%) 0.18 km² es agua.

## Demografía
Según el censo de 2010, había 2.606 personas residiendo en Medford. La densidad de población era de 27,02 hab./km². De los 2.606 habitantes, Medford estaba compuesto por el 98.73% blancos, el 0.35% eran afroamericanos, el 0.12% eran amerindios, el 0.23% eran asiáticos, el 0.04% eran isleños del Pacífico, el 0.08% eran de otras razas y el 0.46% pertenecían a dos o más razas. Del total de la población el 0.65% eran hispanos o latinos de cualquier raza.